# 振興經濟消費券
振興經濟消費券，通稱消費券，是中華民國政府為了因應2008年全球金融海嘯所帶來的消費緊縮效應，於2009年發放給全國人民的消費專用券，每人為新台幣3600元，面額有200元及500元兩種。包含消費券防偽印刷等行政費用，共舉債858億元。（以台灣總人口約2,300萬人，每人3,600元估算）的方式籌措財源編列特別預算。

## 簡介

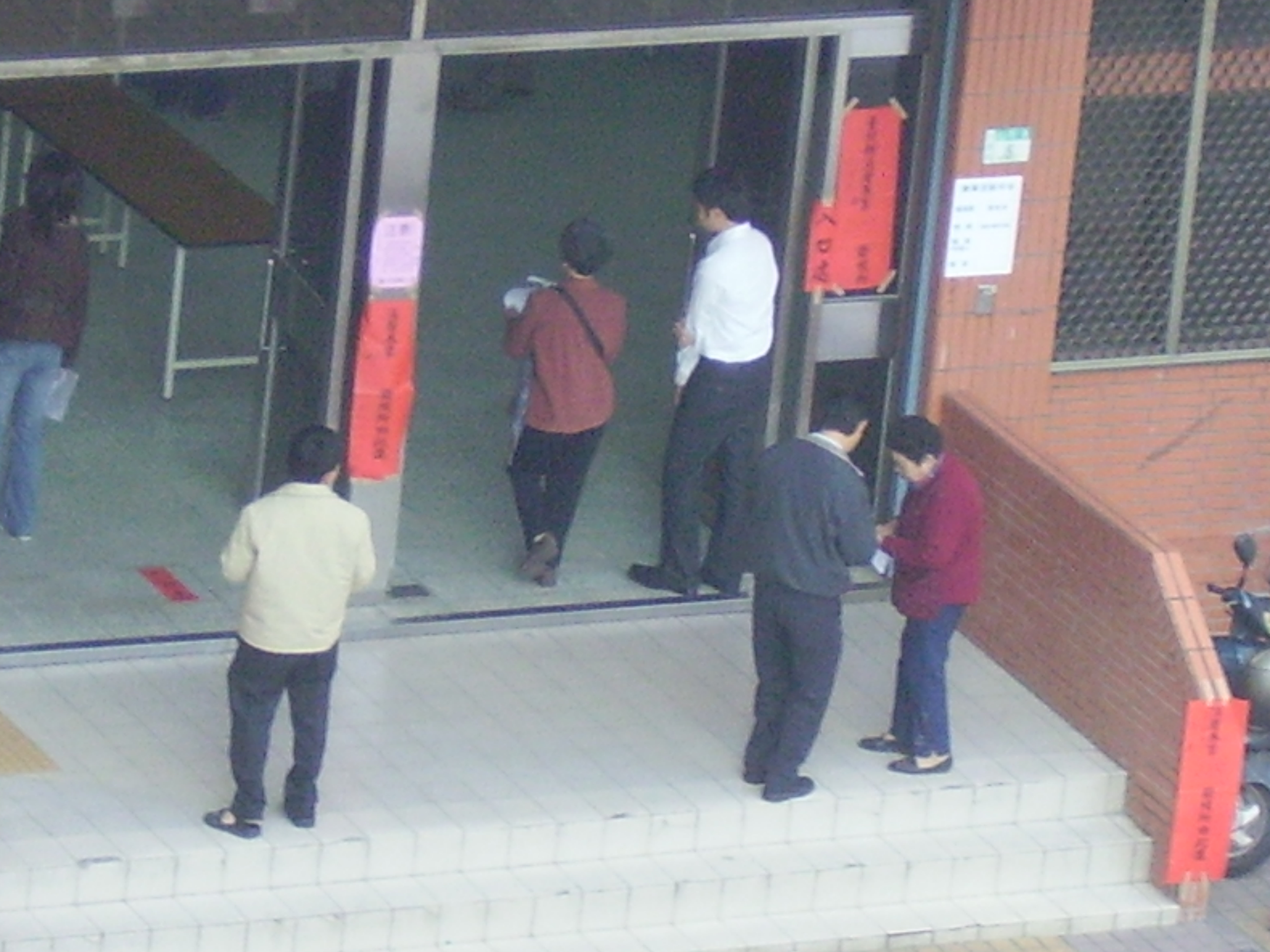
消費券的第一階段發放，採取類似選舉投票的模式發放。

2008年11月，行政院經濟建設委員會建議以發放消費券方案來促進景氣活絡。經立法院立法通過《振興經濟消費券發放特別條例》，以舉債新台幣858億元（以台灣總人口約2,300萬人，每人3,600元估算）的方式籌措財源編列特別預算。為防止偽券流通，消費券由承印鈔券的中央印製廠印製，防偽措施與現金鈔券相似。
2009年1月18日當天（第一階段），於全國各縣市逾14,000個發券所發放，需持國民身分證（未滿20歲者需攜帶戶口名簿）、印章及領券通知單方可領取。當日未領取者於同年（第二階段）2月7日至4月30日間可至通知單上之指定郵局領取，逾期不補發。有效使用期限至同年9月30日為止。而第二階段中的2月7日下午1時30分及2月8日全天，民眾在指定的郵局可領取消費券。

### 發放標準

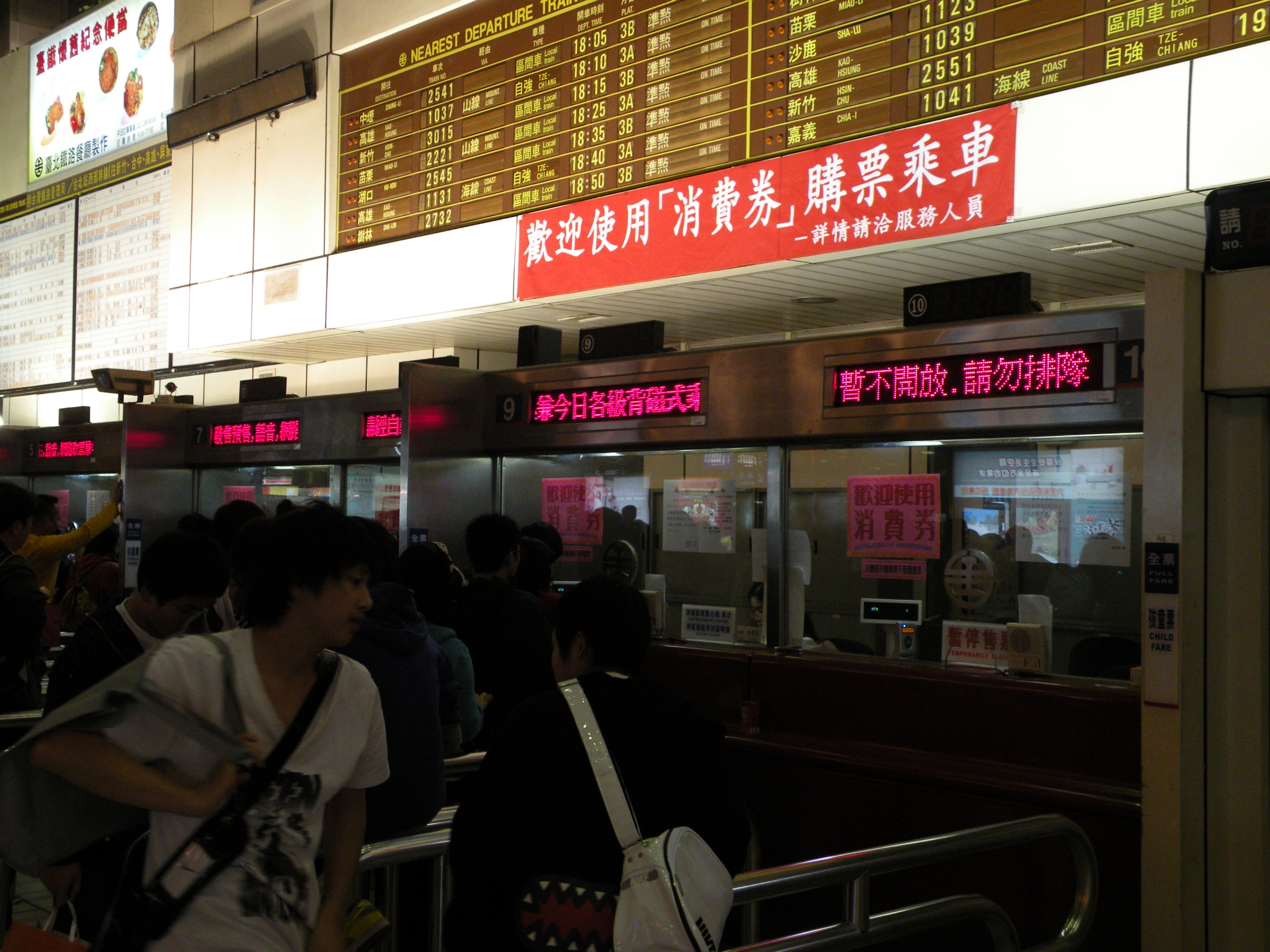
配合消費券發放，店家紛紛張貼歡迎使用的廣告，甚至包括圖中的台鐵台北車站。

1. 以「人」為發放單位，不限年齡與收入與身分，每人可獲得面額總值為新臺幣3,600元的消費券。包含6張面額500元、3張面額200元。
2. 凡在2009年3月31日以前出生並具有中華民國國民之身分，或於2008年12月31日前已經獲核發中華民國外僑居留證之外籍配偶等，皆可領取。

### 使用方式
1. 使用時不找零，但若和現金一起使用則可。
2. 收受消費券的店家，需申請過營利事業登記，方可將消費券存入銀行帳號中兌現。
3. 未曾申請過營利事業登記的商店或攤販，若收受消費券，無法存入銀行帳號中兌現，但可於採買原物料時，將消費券轉手給上游廠商以抵扣貨款，或在使用期限內再拿出來消費。
4. 可捐贈消費券給公益團體，並可抵稅。

### 其他
1. 由於消費券的立意在於一定時限內（有效期限至2009年9月30日）刺激市場消費，所以消費券不可經私下籌資收購，此形同商業行為。若經舉發，將計算所籌資收購之消費券，而根據總面額罰鍰1倍；若再犯2至4次，將罰鍰2倍；犯至5次以上，則罰以3倍。

## 評論

### 正面看法
基於凱因斯經濟學中的乘數效應，在鼓勵全民踴躍購買國產貨與及早消費、多次流通的期許下，學者預估發放消費券可使2009年台灣的GDP增加約0.66~1%，略高於原先預估的0.64%。

### 負面看法
2008年6月，民主進步黨提出用583億元的「退稅濟貧」方案，即透過現金退稅與現金補貼的雙軌方式來刺激消費與照顧弱勢，對於消費券政策，批評政府決策遲緩、缺乏計劃性、消費券的發放易錯擾民，而且不如現金有效。
2009年7月28日，審計部指出，各界有消費券不得找零、轉售，不利乘數效果擴張、諮詢服務人員薪資偏高、消費券回收成本過高、民眾以消費券取代現金，產生替代效果等質疑，發放消費券相關作業匆促，實際成效亦待觀察。

## 結果
消費券的投入對國內生產毛額增加363億元，但中華民國政府舉債858億元。12月13日，經建會自估消費券對於GDP的貢獻僅約0.28~0.43%，替代率達六至七成，即六成至七成的花費是用以購買本來就打算購入的項目，成果低於預期。
由於消費券並沒有交給金融業或金融業從業人員發放，增加發放錯誤率，一度有一千萬元的缺口，在保險理賠約480萬元後，時任內政部部長廖了以自行賠付500多萬元才補足差額。

## 外部連結
- （繁體中文）陳添枝：消費券將透過戶政系統發放 - 中時電子報2008-11-18
- （繁體中文） 消費券／拍板！　不排富、以人為單位　每人3600元 （页面存档备份，存于） - Nownews 2008-11-18
- （繁體中文）不能使用消費券的項目一覽 - 經濟日報 2008-11-19